# Andrescava weyrauchi
Andrescava weyrauchi – gatunek kosarza z podrzędu Laniatores i rodziny Agoristenidae.

## Występowanie
Gatunek wykazany z Peru.